# Jacky Durand
Jacky Durand apodado Dudu es un exciclista francés, nacido el 10 de febrero de 1967 en Laval. Vivió en Saint-Laurent-sur-Gorre, en Haute-Vienne. 

## Biografía
En 1988, todavía amateur, se convirtió en Campeón de Francia contra el reloj por equipos, con Laurent Bezault, Pascal Lino y Thierry Laurent. 
Se convirtió en profesional en 1991 y permaneció hasta 2004. Ganó el Tour de Flandes en 1992 y la París-Tours en 1998 cuando se puso fin a largos períodos de hambre para corredores de Francia, respectivamente, 36 y 42 años en estos 2 eventos.
Fue suspendido ocho meses por dopaje en 1996 después de dos controles positivos (Cuatro días de Dunkerque y Tour de Picardie). 
Es conocido por su estilo fresco y relajado, y en la carrera como un gran rodador, un especialista en largas escapadas. 
Después de jubilarse del ciclismo, se convirtió en locutor en el canal Eurosport, junto con Patrick Chassé y Richard Virenque.
El 24 de julio de 2013 su nombre apareció en el informe publicado por el senado francés como uno de los treinta ciclistas que habrían dado positivo en el Tour de Francia 1998 con carácter retrospectivo, ya que analizaron las muestras de orina de aquel año con los métodos antidopaje actuales. El propio Jacky Durand a raíz de esto confesó y confirmó que se había dopado.

## Palmarés
| 1987 (como amateur) - 1 etapa del Gran Premio del Somme - 1 etapa de la Boucles de la Mayenne 1988 (como amateur) - 1 etapa del Circuito Franco Belga 1989 - 1 etapa del Tour de Hainaut Occidental - 1 etapa de la Boucles de la Mayenne - Manche-Atlantique 1991 - Gran Premio de Isbergues 1992 - Tour de Flandes 1993 - Campeonato de Francia en Ruta 1994 - Campeonato de Francia en Ruta - 2 etapas del Tour de Limousin - 1 etapa del Tour de Francia | 1995 - 1 etapa de la Midi Libre - 1 etapa del Tour de Francia 1998 - París-Tours - 1 etapa del Tour de Luxemburgo - 1 etapa del Tour de Polonia - 1 etapa del Tour de Francia y Premio de la Combatividad 1999 - 1 etapa de la París-Niza - Premio de la combatividad del Tour de Francia 2000 - 2.º en el Campeonato de Francia en Ruta 2001 - Tro Bro Leon 2002 - 1 etapa de la Dauphiné Libéré |

## Resultados en las Grandes Vueltas y Campeonatos del Mundo
| Carrera         | 1989 | 1990 | 1991 | 1992  | 1993  | 1994 | 1995 | 1996  | 1997  | 1998 | 1999  | 2000 | 2001  | 2002 | 2003 | 2004 |
| --------------- | ---- | ---- | ---- | ----- | ----- | ---- | ---- | ----- | ----- | ---- | ----- | ---- | ----- | ---- | ---- | ---- |
| Giro de Italia  | -    | -    | 90.º | 104.º | -     | -    | -    | -     | -     | -    | -     | -    | -     | -    | -    | Ab.  |
| Tour de Francia | -    | -    | -    | 119.º | 121.º | Ab.  | Ab.  | 115.º | -     | 65.º | 141.º | 74.º | 127.º | Ab.  | -    | -    |
| Vuelta a España | -    | -    | -    | -     | -     | -    | -    | -     | 116.º | -    | Ab.   | -    | -     | -    | -    | -    |
| Mundial en Ruta | -    | -    | -    | -     | 52.º  | -    | -    | -     | -     | 16.º | -     | -    | -     | 47.º | -    | -    |

-: no participa

Ab.: abandono

## Equipos
- Système U (1989)
- Castorama (1990-1995)
- Agrigel-La Creuse-Fenioux (1996)
- Casino (1997-1998)
- Silence-Lotto (1999-2000)
- Française des Jeux (2001-2003)
- Landbouwkrediet-Colnago (2004)